# Округ Харди (Флорида)
Харди (енгл. Hardee County) је округ у америчкој савезној држави Флорида. По попису из 2010. године број становника је 27.731.

## Демографија
Према попису становништва из 2010. у округу је живело 27.731 становника, што је 793 (2,9%) становника више него 2000. године.
| Група             | 2000.          | 2010.          |
| Белци             | 14.704 (54,6%) | 13.315 (48,0%) |
| Афроамериканци    | 2.244 (8,3%)   | 1.936 (7,0%)   |
| Азијати           | 81 (0,3%)      | 298 (1,1%)     |
| Хиспаноамериканци | 9.611 (35,7%)  | 11.895 (42,9%) |
| Укупно            | 26.938         | 27.731         |